# Chow chow
Chow chow – rasa psa należąca do grupy szpiców i psów pierwotnych, zaklasyfikowana do sekcji szpiców azjatyckich i ras pokrewnych. Typ lisowaty. Nie podlega próbom pracy.
Zgodnie z klasyfikacją amerykańską należy do grupy psów pracujących.

## Rys historyczny
Rasa chow chow pochodzi z Chin. W starożytności uznawana za przeciwnika złych duchów i stróża świątyń przed ich złym wpływem. Znana jest już od ponad 2000 lat, ale została opisana dopiero w 1903 roku przez American Kennel Club. Rasa ta kiedyś była używana do polowań na wilki, gdyż psy te mają długą sierść (około 10 cm), grubą skórę (około 3-4 mm) oraz cechuje je duża zawziętość. Ze względu na ich wytrzymałość, siłę i odporność na trudne warunki pogodowe wykorzystywano je również jako środek transportu w górach Tybetu. Do Wielkiej Brytanii chow chow trafił po raz pierwszy w roku 1780.
Właścicielem psa tej rasy był między innymi Sigmund Freud, który często wprowadzał swojego chow chow na sesje z pacjentami, uważał bowiem, że zwierzę wywiera kojący wpływ na pacjentów.

## Wygląd
Lekki chód, wypięta klatka piersiowa oraz puszysty ogon, noszony zazwyczaj na grzbiecie.

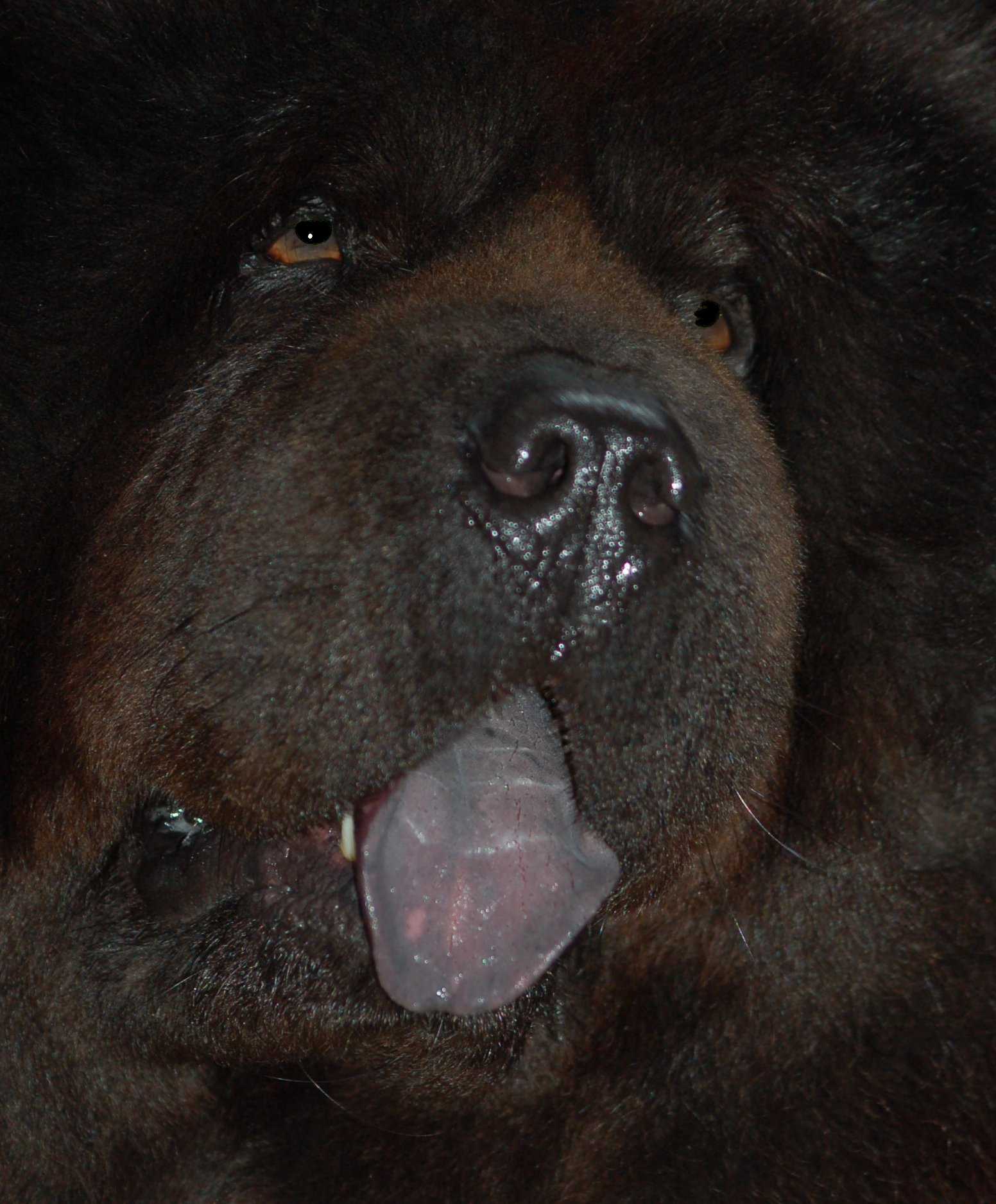
Psy rasy chow chow mają charakterystyczny, czarno-niebieski język

### Szata i umaszczenie
Mają jednolite ubarwienie sierści, występujące w kolorach: rudym, czarnym, białym, kremowym, niebieskim i cynamonowym. Sierść psów tej rasy jest gęsta, puszysta i dwuwarstwowa. Charakterystyczną cechą tej rasy jest czarno-niebieski język, dziąsła i podniebienie. Gęsta i puszysta sierść psów tej rasy czyni sylwetkę masywniejszą i odstraszającą.

## Zachowanie i charakter
Pies lojalny, ale odznaczający się niezależnością. Najczęściej „pies jednego pana”. Czujny, odważny, aktywny, niezbyt wylewny w okazywaniu uczuć, obcych traktujący z rezerwą, w stosunku do dzieci zwykle cierpliwy, lecz nie zawsze przyjazny. Wobec innych zwierząt z reguły tolerancyjny, ale zdystansowany. Dość trudny w szkoleniu, odpowiedni raczej dla doświadczonego właściciela. Chow chow, u którego zaniedbano proces socjalizacji, może wyrosnąć na psa zamkniętego w sobie, wycofanego, a nawet agresywnego. Ma doskonały węch i silny instynkt łowiecki, na spacerach może być groźny dla wytropionej dzikiej zwierzyny. Cichy. Może reagować nerwowo na niespodziewane próby zbliżenia się do niego z boku, gdyż głęboko osadzone oczy upośledzają widzenie boczne.

## Zdrowie i pielęgnacja
Zarówno u osobników męskich, jak i żeńskich występuje linienie. U samic może pojawić się zrzucenie sierści po oszczenieniu się. Ich pielęgnacja obejmuje regularne szczotkowanie oraz rzadsze kąpiele. Częste uczulenia spotykane są po szczepieniach. Typowe dla rasy problemy zdrowotne to choroby oczu (jak dwurzędowość rzęs), skóry (prócz alergii także tendencja do podrażnień) i układu kostno-stawowego (słabe więzadła, luźne stawy kolanowe). Długość życia wynosi przeciętnie 9 do 12 lat.